# Rio Turvo Pequeno
O rio Turvo Pequeno é um curso de água do estado de Minas Gerais, que faz parte da bacia hidrográfica do rio Grande. Sua nascente está nas montanhas da serra da Mantiqueira, desaguando no rio Aiuruoca.
Do rio é extraída pela Companhia de Saneamento de Minas Gerais (Copasa) boa parte da água que é fornecida aos municípios de Andrelândia e Arantina. Seu nome se deve às suas águas escuras e barrentas, que também foram homenageadas com o primeiro nome da atual cidade de Andrelândia (Cidade do Turvo). Parte de sua sub-bacia é considerada como Área de Preservação Permanente pela lei estadual 15.082, de 2004, sendo que existem projetos de drenagem de alguns trechos de seu curso.